# Immen
För fartyget med samma namn, se M/S Immen
Immen är en sjö i Karlskoga kommun i Värmland och ingår i Göta älvs huvudavrinningsområde. Sjön är 12,3 meter djup, har en yta på 1,86 kvadratkilometer och är belägen 145 meter över havet. Sjön avvattnas av vattendraget Kedjan. Vid provfiske har abborre, gers, löja och mört fångats i sjön.

## Delavrinningsområde
Immen ingår i det delavrinningsområde (659889-142306) som SMHI kallar för Utloppet av Immen. Medelhöjden är 202 meter över havet och ytan är 24,85 kvadratkilometer. Det finns inga avrinningsområden uppströms utan avrinningsområdet är högsta punkten. Kedjan som avvattnar avrinningsområdet har biflödesordning 4, vilket innebär att vattnet flödar genom totalt 4 vattendrag innan det når havet efter 312 kilometer. Avrinningsområdet består mestadels av skog (80 procent). Avrinningsområdet har 2,35 kvadratkilometer vattenytor vilket ger det en sjöprocent på 9,4 procent.